# Agrostis compressa
Agrostis compressa é uma espécie de gramínea do gênero Agrostis, pertencente à família Poaceae.